# Georg Kautz

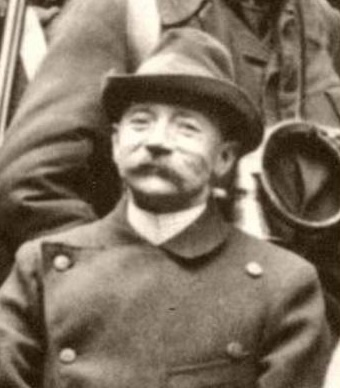
Georg Kautz (1913)

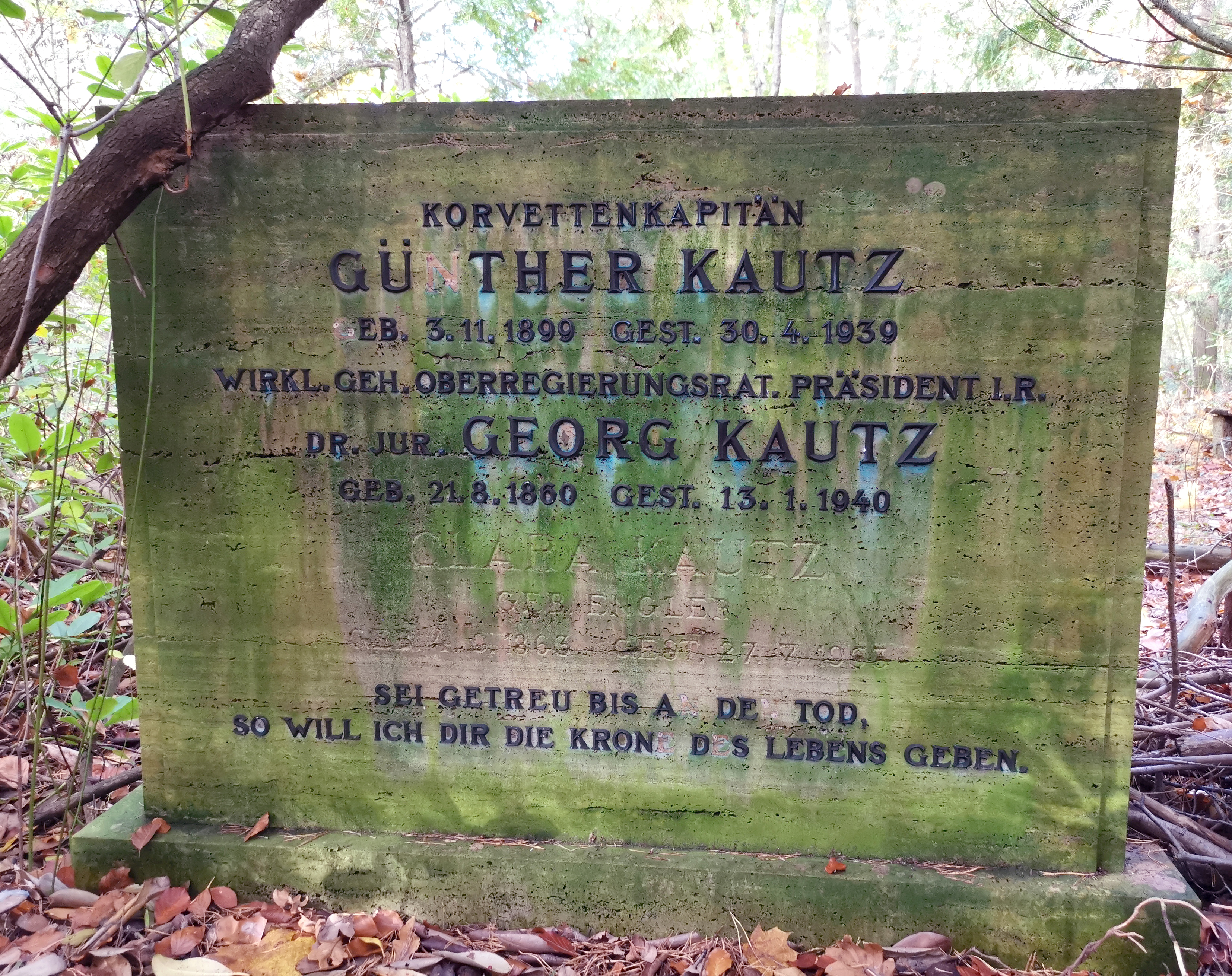
Grabstelle auf dem Südwestkirchhof Stahnsdorf

Georg Kautz (* 21. August 1860 in Wiersbau, Kreis Neidenburg, Masuren; † 13. Januar 1940 in Berlin) war ein deutscher Verwaltungsjurist und Ministerialbeamter. Zuletzt war er Ministerialdirektor im Reichsamt des Innern und im Reichsschatzministerium.

## Leben
Nach Gymnasialbesuch in der Ordensburg Hohenstein studierte er ab 1877 an der Albertus-Universität Königsberg, der Ruprecht-Karls-Universität Heidelberg, der Universität Leipzig und der Friedrich-Wilhelms-Universität Berlin Rechtswissenschaft und Volkswirtschaft. 1882 wurde er in Leipzig magna cum laude zum Dr. iur. promoviert. 1882/83 diente er als Einjährig-Freiwilliger im Ostpreußischen Feldartillerie-Regiment Nr. 16 in Königsberg. Von 1884 bis 1887 war er Referendar am Landgericht in Königsberg i. Pr. und Assessor bei der Regierung in Danzig. Im Oktober 1888 heiratete er Klara Engler aus dem kaschubischen Berent. Aus der Ehe gingen die Kinder Georg (* 1890), Hildegard verh. Hußlein (* 1893) und Günther (1899–1939) hervor.

### Werdegang
Kautz wurde 1890  Landrat im Kreis Konitz. 1894 kam er zum  Berliner Polizeipräsidium, 1899 zum Reichsamt des Innern. 1902 wurde er Dezernent für See- und Binnenschifffahrt. 1906 vertrat er im Reichstag das Gesetz über die Erweiterung des Kaiser-Wilhelm-Kanals. Als Nachfolger von Karl Löwe war er von 1907 bis 1915 Präsident des Kaiserlichen Kanalamtes in Kiel. Er leitete den ersten Kanalausbau. Daneben fungierte er als einer der stellvertretenden Bevollmächtigten Preußens zum Bundesrat. In der Weimarer Republik war er von 1918 bis 1923 Präsident des Reichsausschusses für den Wiederaufbau der Handelsflotte und von 1921 bis 1923 Präsident der Binnenschifffahrts-Friedensdelegation in Paris. Er war Mitglied des Aufsichtsrates der 1926 gegründeten  Deutschen Schiff- und Maschinenbau AG (Deschimag) in Bremen und Vorsitzender des Aufsichtsrats der Neptun Werft in Rostock. Er verfasste mehrere Verwaltungshandbücher und Gesetzeskommentare. Weiterhin war er Herausgeber der Zeitschrift für Polizei- und Verwaltungsbeamte (ab 1911) und Mitherausgeber der Blätter für Gesundheitsfürsorge (1895–1923). Seine letzte Ruhestätte fand er auf dem Südwestkirchhof Stahnsdorf (Block Reformation, Gartenblock II, Gartenstelle 95). Er war stellvertretender Vorsitzender der Deutschen Industriellen-Vereinigung.

### Corpsstudent

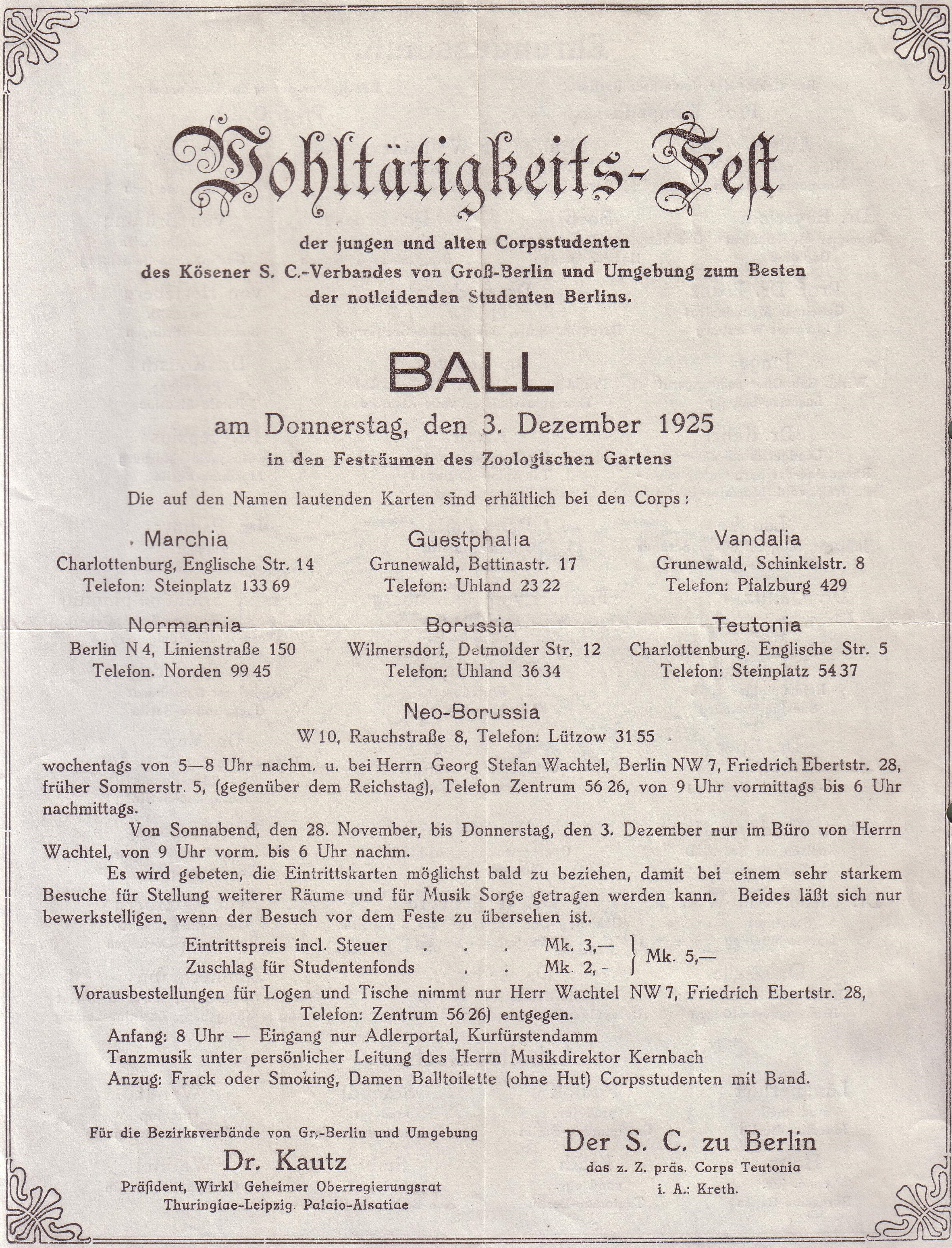
Kautz’ Einladung (1925)

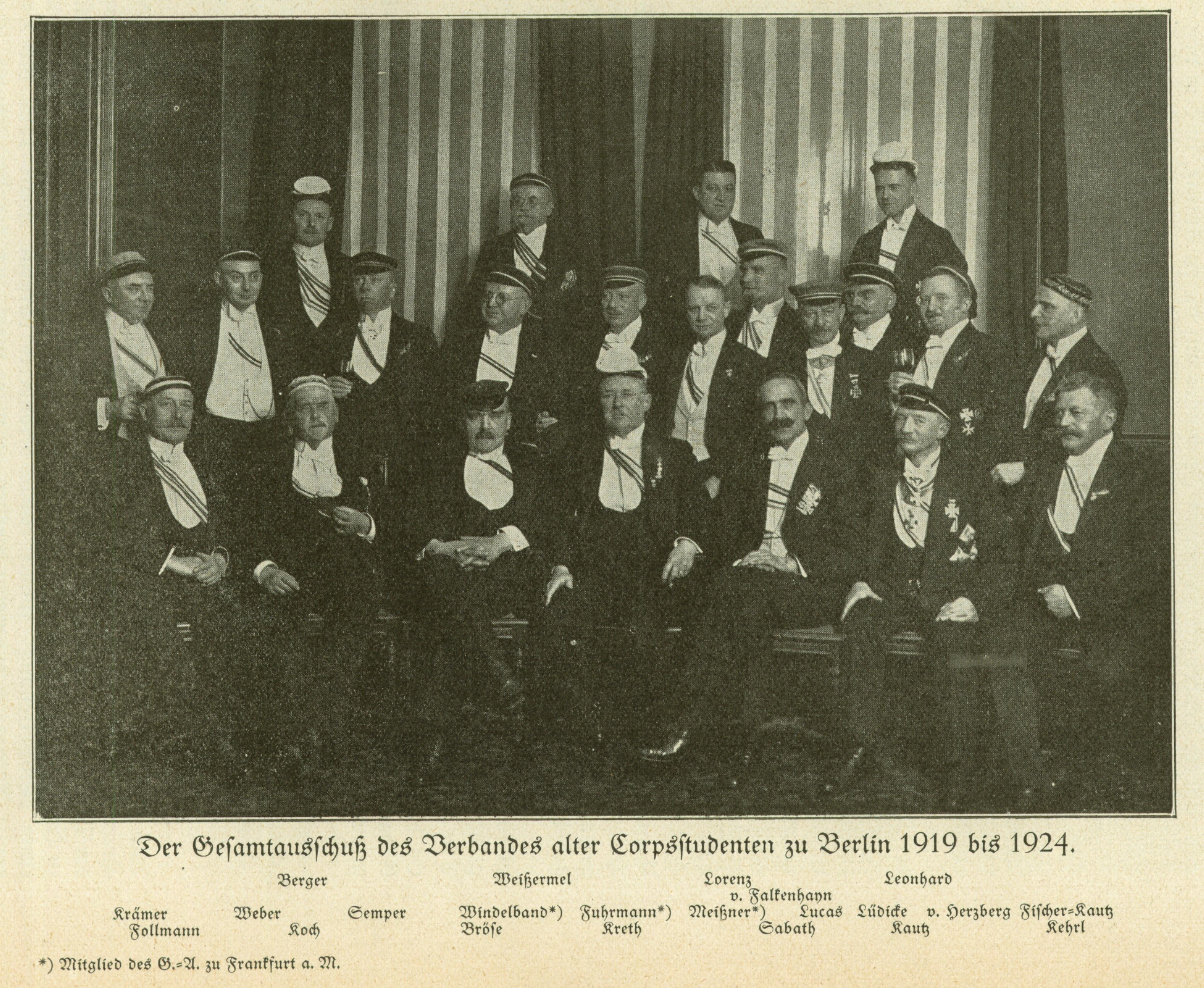
Kautz im Gesamtausschuss des VAC

Kautz  wurde 1879 im Corps Thuringia Leipzig aktiv. Im Ersten Weltkrieg, von 1915 bis 1918, war er Vorsitzender vom Gesamtausschuss des VAC (Kiel). In Frankfurt am Main engagierte er sich 1921 für die Rekonstitution des aus Straßburg vertriebenen Corps Palaio-Alsatia. Wie drei Alte Herren anderer Corps erhielt er dafür am 4. Juli 1921 das Band der Alt-Elsässer. Als Vorsitzender des AHSC Berlin saß er von 1920 bis 1924 im Berliner Gesamtausschuss des VAC. Bei Thuringia Leipzig war er Ehrenmitglied.

## Ehrungen
- Roter Adlerorden, II. Klasse mit Eichenlaub[7][8]
- Königlicher Kronen-Orden (Preußen), II. Klasse mit Stern
- Eisernes Kreuz am weißen Bande
- Landwehrdienstauszeichnung I. Klasse
- Verdienstorden vom Heiligen Michael, 2. Klasse mit Stern
- Albrechts-Orden, Komtur
- Orden vom Zähringer Löwen II. Klasse mit Stern
- Geh. Regierungsrat (1899)
- Wirklicher Geheimer Oberregierungsrat (1902)

## Schriften
- Das preussische System der direkten Steuern. Berlin 1889.
- Die Reichsgewerbeordnung einschl. der auf das preuss Gewerbewesen bezgl. Gesetze, 4. Aufl. Berlin 1895 (begr. von Julius Illing).
- Handbuch für preuss. Verwaltungsbeamte im Dienste des Staates, der Kommunalverbände, der Korporationen und für Geschäftsleute, 2 Bde., 6. Ausgabe. Berlin 1895 (begr. von Julius Illing); 11. Ausgabe u. d. Titel Handbuch für Verwaltung und Wirtschaft im Reich und in Preußen, 4 Bde. Berlin 1931–1933.
- Verwaltungszwangsverfahren wegen Beitreibung von Geldbeträgen, Gesetzeskommentar, Berlin 1896; 8. Ausgabe, Berlin 1955 (neubearb. von Julius Riedwald und Max Leisner).
- mit Friedrich Kunze: Die Rechtsgrundsätze des kgl. preussischen Oberverwaltungsgerichts, 3. Aufl. Berlin 1897/1898 (begr. von Karl Parey, neubearb.).
- mit Franz Appelius: Preussisches Kommunalbeamtenrecht. Berlin 1900.
- mit Ferdinand A. Gebhardt, Fritz Ehrhardt und Josef P. Lutz: Das preussische Rechtsbuch, 2 Bde., Berlin 1900.
- Die preussischen Gesetze betr. Diensteinkommen, Ruhegehalt und Witwen- und Waisenversorgung der Volksschullehrer, Berlin 1900.
- mit Paul Wiedenfeld: Handbuch für preussische Polizei- und Verwaltungsbeamte. Ein Nachschlagewerk, 2 Bde. Berlin  1905.
- mit Reinhard Kappes und Walter Lottner: Handbuch der Reichszollverwaltung, 3 Bde. Berlin 1932–1936; 2. Auflage u. d. Titel Handbuch der Reichsfinanzverwaltung, 2 Bde., Berlin 1941–1942; fortgef. als Handbuch der Bundeszollverwaltung, Frankfurt/M. 1950 ff. (von H.G. Rahn).

## Herausgeber
- Zeitschrift für Polizei- und Verwaltungsbeamte (ab 1911)
- Blätter für Gesundheitsfürsorge (1895–1923)